# Al Wistert
 (avril 2019).
Si vous disposez d'ouvrages ou d'articles de référence ou si vous connaissez des sites web de qualité traitant du thème abordé ici, merci de compléter l'article en donnant les références utiles à sa vérifiabilité et en les liant à la section « Notes et références ».
College Football Hall of Fame 1968
(en) Statistiques sur pro-football-reference
Albert Alexander Wistert (né le 28 décembre 1920 à Chicago et mort le 5 mars 2016 dans le Michigan) est un joueur de football américain ayant occupé le poste d'offensive tackle. Il a fait neuf saisons en NFL et a été nommé huit fois dans l'équipe All-Pro de la saison.

## Biographie

### Famille
Albert naît le 28 décembre 1920 à Chicago d'un père et d'une mère lituanienne. Son père, Kazimer Wistert, est un ancien vétéran de la guerre hispano-américaine ; il fut tué alors qu'il était policier du département de police de Chicago.
Il a deux frères : Alvin Wistert et Francis Wistert.
Le frère d'Albert, Alvin Wister dira plus tard que son père était venu aux États-Unis sous le nom de Casmir Vistertus et qu'il anglicisera son nom en Kazimer Wistert.

### Joueur

#### Université
Après être sorti diplômé de la Foreman High School, Albert devient le second des frères Wistert et reprend le numéro que portait son ainé à savoir le numéro 11 en 1940. Lors de sa première saison, l'équipe perd un seul de ses huit matchs de la saison contre l'université du Minnesota. En 1941, l'équipe se porte bien avec un score de 6-1-1 et continue sur sa lancée en 1942 avec 7-3. À noter qu'il est le seul des trois frères à ne pas avoir joué dans un championnat national à Michigan.

#### NFL
Après trois saisons convaincantes avec Michigan, il est choisi par les Eagles de Philadelphie au cinquième tour du Draft de 1943 au 32e choix. Dès son arrivée, il se voit critiquer par ses coéquipiers notamment à cause de la signature de contrat qui a permis à Wistert d'empocher la somme de 4 500$ (aujourd'hui 57 145 $).
En 1943, il fait partie de l'équipe Phil-Pitt Steagles (fusion des Steelers de Pittsburgh et des Eagles de Philadelphie lors de la saison 1943 ; cette équipe ne dura qu'une saison) et joue neuf matchs lors de cette saison. En 1944, les Eagles reviennent indépendants et Wistert reste à Philadelphie. À partir de cette saison, il fait partie de la All-pro (notamment de la première) et restera toujours un joueur récurrent de cette sélection jusqu'à la fin de sa carrière.
En 1948 et 1949, les Eagles avec Albert Wistert remportent le titre de champion de la NFL. Il termine sa carrière en beauté en récupérant trois fumble adverses en 1951.
Al prend sa retraite à la fin de la saison 1951. Avant que la saison 1952 ne débute, les Eagles retirent le maillot de Wistert, à savoir le numéro 70.

### Retrait des terrains
Après avoir raccroché le casque, Al devient vendeur d'assurance-vie, poste qu'il occupe pendant quarante ans. Pendant ce temps-là, il est introduit au College Football Hall of Fame en 1968 et annonce son souhait d'être intronisé dans le Philadelphia Eagles Honor Roll et le Pro Football Hall of Fame.
Le 29 septembre 2009, Wistert est intronisé dans le Roll des Eagles de Philadelphie au côté de Randall Cunningham. Peu de temps après, il annonce qu'il démarre une pétition pour pouvoir entrer dans le temple de la renommée du football, qui serait l'apogée de sa carrière selon lui-même.